# Re Rosso (Stephen King)
Il Re Rosso (Crimson King, letteralmente re cremisi) è un personaggio immaginario creato dallo scrittore Stephen King. È uno dei principali antagonisti della serie La Torre Nera e compare o semplicemente viene nominato in altri romanzi dell'autore.

## Personaggio
Il Re Rosso è un essere che esiste nei numerosi universi paralleli che fanno capo alla Torre Nera (detti per questo motivo Livelli della Torre). Descritto come potentissimo, malvagio e immortale, il personaggio è anche conosciuto con altri nomi, principalmente come Los' presso i suoi luogotenenti, e Ram Abbalah, nel romanzo La casa del buio. Secondo il suo più importante consigliere, Rando Thoughtful,  il Re Rosso sarebbe un aspetto malato, o addirittura un frammento, di Gan, la divinità onnipotente menzionata in La Torre Nera.

## Nei romanzi
Insomnia 
Il Re Rosso compare per la prima volta come una misteriosa e malvagia forza che controlla la mente di un cittadino di Derry (Maine) per commettere un atto terroristico al fine di uccidere Patrick Danville. Tale incarnazione verrà ferita dal protagonista del romanzo, Ralph Roberts.
 La casa del buio 
Al culmine della storia, la Fucina del Re (An-Tak), detta la Grande Combinazione (Big Combination), è distrutta da un futuro Frangitore, ossia un umano con poteri psichici.
 Cuori in Atlantide 
Nel primo racconto del libro, Uomini bassi in soprabito giallo, il protagonista, Ted Brautigan, è braccato da misteriosi personaggi che lui chiama appunto "uomini bassi", che hanno il compito di catturarlo per uno scopo misterioso. Solo ne La Torre Nera sarà chiaro che essi sono in realtà dei semi-umani alle dipendenze del Re Rosso, il quale intende sfruttarne le capacità psichiche.
 La Torre Nera 
Nella saga La Torre Nera, il Re Rosso si rivela come nemico principale solo a partire da La sfera del buio, il quarto romanzo della serie, quando il protagonista Roland di Gilead scopre che altri antagonisti, quali ad esempio Randall Flagg, sono suoi servitori, che lui manovra agendo dietro le quinte.
Le sue macchinazioni mirano a distruggere la Torre Nera, che è il "perno" intorno al quale gravita l'intero multiverso fantastico creato da Stephen King (il quale, oltre ad essere l'autore, è anche un personaggio del romanzo che può interagire con la storia). Se la Torre crollasse, tutti i mondi paralleli sarebbero distrutti e il Re Rosso potrebbe ricostruire e governare l'intero universo (sempre che sia capace di sopravvivere a tale evento, dato che la fine della Torre comporterebbe - secondo la cosmologia della serie - anche la distruzione del nostro mondo e quindi anche di Stephen King stesso).
Per attuare il suo piano, rapisce un gruppo di persone dotate di poteri psichici, le raduna in un luogo chiamato Algul Siento e le costringe a lavorare per lui. Essi sono detti Frangitori (breaker) in quanto hanno il compito - a loro insaputa - di infrangere i Vettori (Beam), le linee di energia magico-tecnologiche che danno vita alla Torre Nera. Il piano tuttavia non ha successo grazie all'intervento di Roland e dei suoi amici, che nell'ultimo romanzo, intitolato La Torre Nera come la serie, liberano i frangitori.
Come vero e proprio personaggio il Re Rosso si palesa soltanto alla fine del romanzo La Torre Nera: ha le sembianze di un vecchio pazzo dagli occhi rossi, e sembra aver perso gran parte dei suoi poteri. Un tempo governava un castello, presso una località detta Rombo di Tuono (Thunderclap), ormai in rovina. Nel tentativo di entrare nella Torre Nera, vi è rimasto imprigionato senza possibilità di fuga, ed è proprio da un balcone della Torre che affronta Roland di Gilead nello scontro finale.
 La nascita del pistolero 
Nel fumetto La nascita del pistolero, edito da Marvel Comics, si trova per la prima volta una rappresentazione visuale del Re Rosso, un ibrido tra uomo e ragno. Possiede sei delle tredici sfere magiche note come Iride del Mago, tra le quali la Tredici Nera, la più potente e malvagia (che ha un ruolo molto importante nella serie La Torre Nera), grazie alla quale comunica con il proprio servo Marten Broadcloak e insieme tramano per provocare la caduta di Gilead.
Nel romanzo La canzone di Susannah, il sesto della saga La Torre Nera, vi è una scena in cui Susannah (che fa parte del gruppo degli alleati di Roland di Gilead) viene catturata dai servi semi-umani del Re Rosso e condotta in uno strano ristorante di New York, il Dixie Pig. Qui vede le creature mostruose nutrirsi di carne umana: nella stanza nota un arazzo che raffigura Arthur Eld (antenato di Roland, descritto dal pistolero stesso come una figura buona, chiaramente ispirato a Re Artù) ritratto durante analoghi atti di cannibalismo. Questo e altri dettagli hanno portato alcuni lettori a chiedersi se Arthur Eld e il Re Rosso non siano la stessa persona. In realtà, in un racconto in prosa allegato al secondo albo de La nascita del pistolero (non incluso però nel volume riassuntivo edito da Sperling & Kupfer) si scopre che il Re Rosso non è Arthur Eld, ma il suo figlio illegittimo: nel racconto è chiamato Abbalah ed è concepito da una creatura mostruosa in forma di ragno (chiamata Regina Rossa), che seduce Arthur Eld con l'inganno grazie al potere dell'Iride del Mago. Roland ed il Re Rosso sono dunque lontani parenti, in quanto entrambi discendenti di Eld, ed infatti è proprio il sangue del pistolero a contribuire alla sconfitta del Re alla fine de La Torre Nera.

## Nella cultura di massa
La band power metal Demons & Wizards pubblicò l'album Touched by the Crimson King nel giugno del 2005, con evidenti riferimenti a tale personaggio. L'album presenta alcune canzoni legate alla Torre Nera quali Crimson King (il Re Rosso, appunto), The Gunslinger (il pistolero, ossia Roland di Gilead), e Terror Train (il treno del terrore, ossia Blaine, che appare nei romanzi Terre desolate e La sfera del buio). La copertina dell'album non rappresenta il Re Rosso, ma include l'immagine di una rosa, simbolo ricorrente nella serie della Torre Nera. L'edizione limitata è "perforata" dal penetrante occhio del Re Rosso, il suo simbolo.